# Hollywood Boulevard

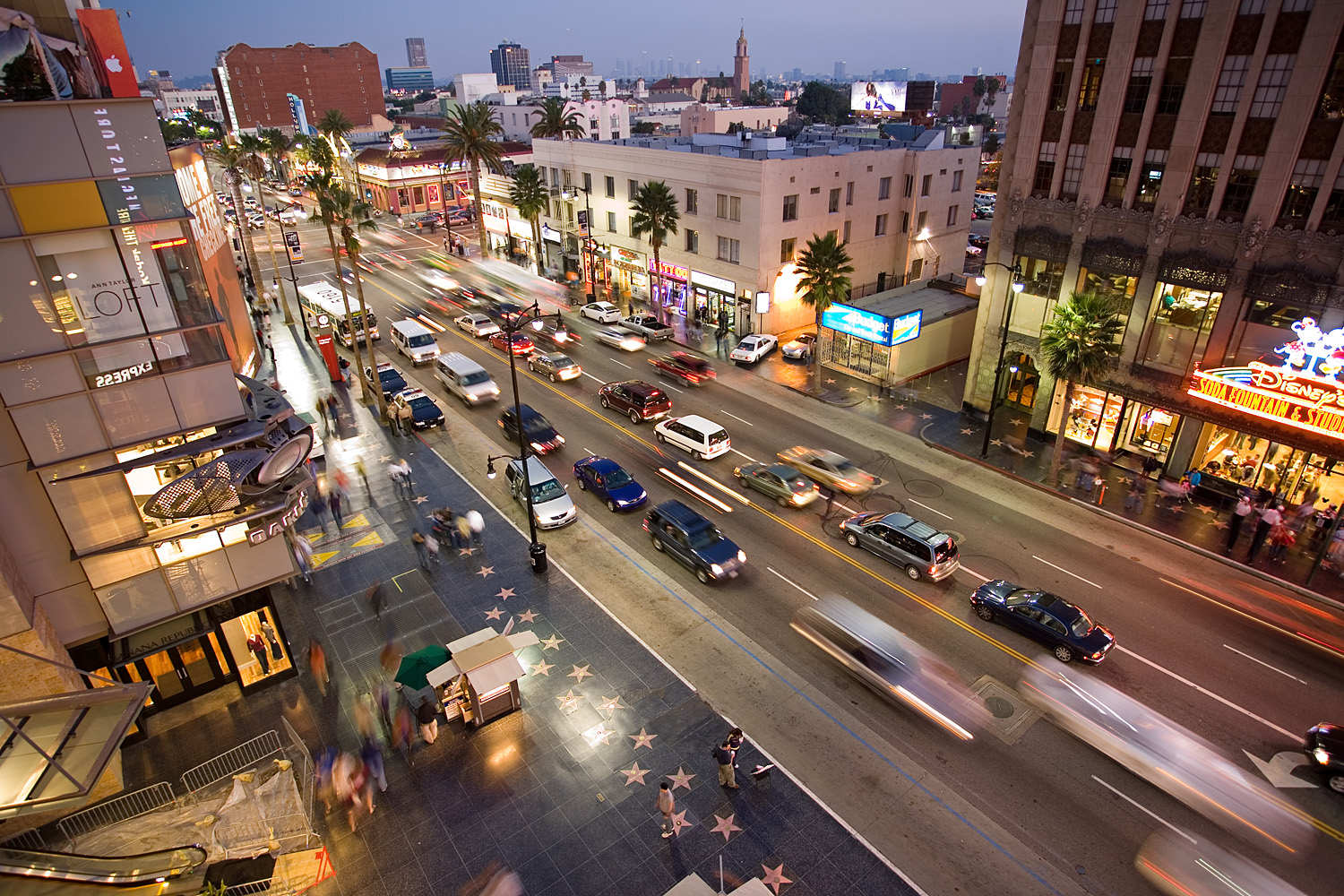
Hollywood Boulevard vom Dolby Theatre (vormals Kodak Theatre) aus gesehen.

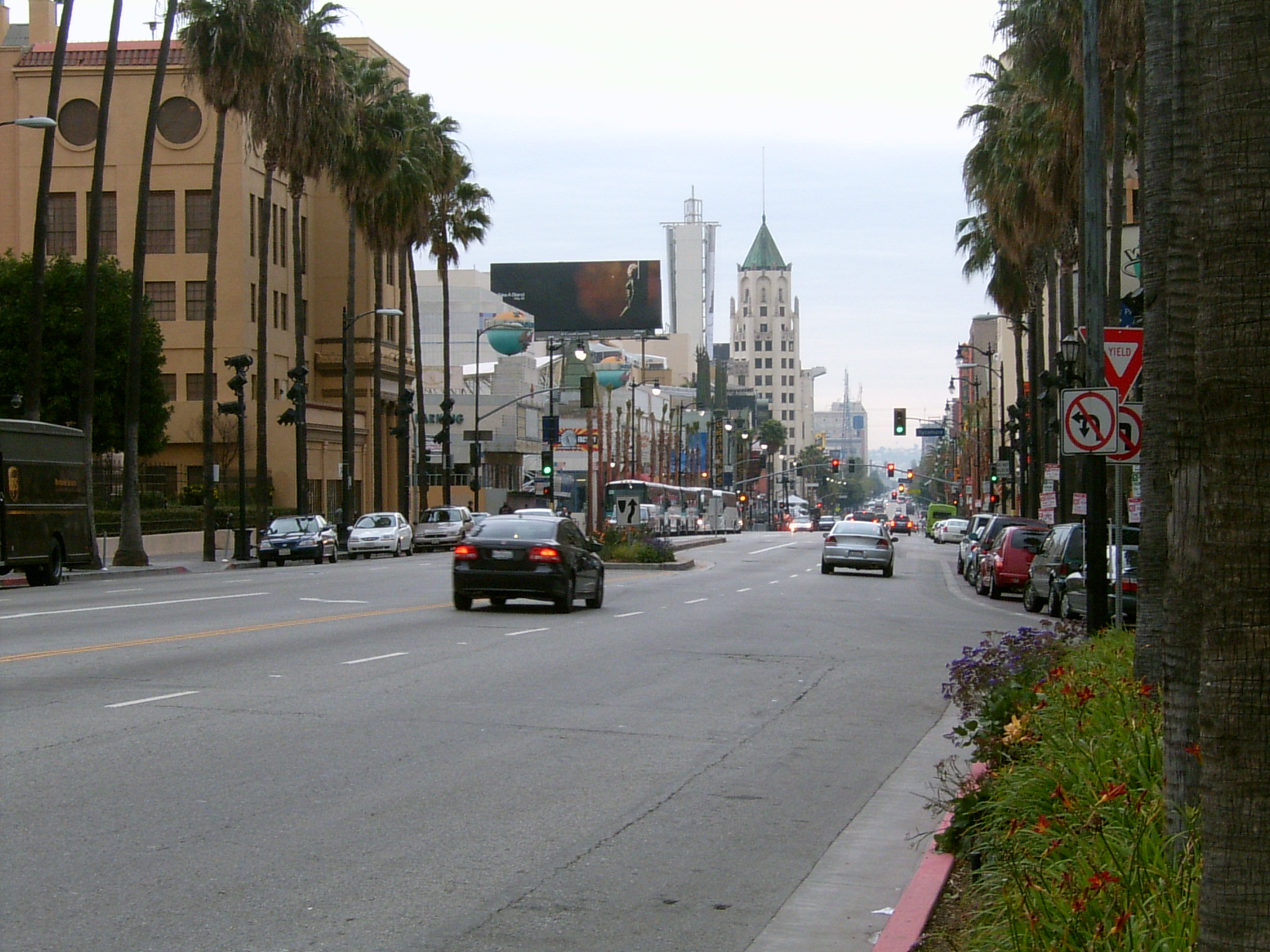
Hollywood Boulevard

Der Hollywood Boulevard ist eine innerörtliche Straße in Los Angeles. Der Boulevard liegt im namensgebenden Stadtteil Hollywood und beginnt am Sunset Boulevard Ecke Hilhurst Avenue/N Virgil Avenue () und verläuft dann zunächst 500 Meter Richtung Nordwest zur Vermont Avenue. Anschließend in westlicher Richtung etwa 7 km bis zum Laurel Canyon Boulevard. Westlich davon führt er als kleine Wohnstraße weitere rund 3 km in die Hügel und endet schließlich am Sunset Plaza Drive ().
Von 1887 bis 1910 hieß der Boulevard Prospect Avenue. Weitere Hollywood Boulevards befinden sich in Hollywood (Florida) und Las Vegas.
Am 4. April 1985 wurde ein Teil des Boulevard unter der Bezeichnung Hollywood Boulevard Commercial and Entertainment District als Historic District in das National Register of Historic Places aufgenommen.

## Sehenswürdigkeiten am Boulevard
- Bob Hope Square
- Grauman’s Chinese Theatre
- Grauman’s Egyptian Theatre
- El Capitan Theatre
- Frederick’s of Hollywood
- Hollywood and Highland
- Hollywood Roosevelt Hotel
- Hollywood Walk of Fame
- Hollywood Wax Museum
- Janes House
- Dolby Theatre (bis Februar 2012 Kodak Theatre)
- Masonic Temple
- Musso & Frank Grill
- Pantages Theatre
- Pig ’n Whistle
- Ripley’s Believe It Or Not! Odditorium
- Capitol Records Tower